# 马空群
马空群（1910年6月3日—2007年1月11日），貴州遵義人，曾任中华民国监察院副院长。
马空群毕业于贵州大学，后在中央训练团党政班受训。其后进入新闻界，担任过《改进日报》编撰、《三民日报》总编、《革命日报》总编、《民国日报》总主笔、《新黔日报》社长。其后，又历任国民革命军第二十五军政治部训练处长，贵州省政府社会处主任秘书、代理处长，国民党贵州省党部宣传科科长、常务委员，考试院贵州区县人员考试委员等职，还曾任教于贵阳师范学校、国立贵阳医学院人文科。1946年后，先后当选制宪国民大会代表、宪政实施促进委员会常务委员、行宪第一届监察院筹备委员会委员。
赴台后，又历任监察委员、国民党中央评议委员等职。1987年至1991年间，任监察院副院长。2007年，在美国旧金山逝世。